# دوغلاس رودريغوس
دوغلاس رودريغوس (16 مارس 1982 بسانت أندري في البرازيل - ) هو لاعب كرة قدم برازيلي في مركز الهجوم. لعب مع نادي إلتشي ونادي بوريرام يونايتد ونادي سانتوس ونادي غوياس ونادي فاريسي ونادي كياسو وويدزي لودز وPTT Rayong F.C. ‏ وWuachon United F.C. ‏ وSongkhla United F.C. ‏ وإف سي بانكوك ونادي أوبيرابا الرياضي وGuaratinguetá Futebol ‏ ونادي اتلتيكو سوروكابا ونادي راتشابوري ميتر فول وSaraburi United F.C. ‏.

## وصلات خارجية
- دوغلاس رودريغوس على موقع قاعدة بيانات كرة القدم.إي يو (الإنجليزية)
- دوغلاس رودريغوس على موقع Soccerway.com (الإنجليزية)